# Clase Marceau
La clase Marceau fue un grupo de tres acorazados pre-dreadnought de la Armada francesa construidos en la década de 1880 y principios de la de 1890. La clase estaba compuesta por Marceau, Neptune y Magenta. Hoche, un cuarto miembro de la clase, fue sustancialmente rediseñado después de que no se pudieron rectificar los defectos en los planos originales de la clase. Los barcos se basaban en la anterior clase Almirante Baudin, pero con cañones más pequeños: cuatro cañones de 340 mm (13,4 pulgadas) en comparación con los tres cañones de 420 mm (16,5 pulgadas) de los barcos anteriores. Introdujeron la disposición en forma de rombo para su batería principal que se volvió común en muchos buques capitales franceses construidos en la década de 1890. Los continuos retoques en el diseño de Marceau durante su larga construcción produjeron buques muy defectuosos que fueron reemplazados por acorazados pre-dreadnought más poderosos casi inmediatamente después de que los franceses los encargaran a principios de la década de 1890.
Los tres barcos sirvieron en el Escuadrón del Mediterráneo en la década de 1890 y vieron poca actividad más allá de los ejercicios de entrenamiento de rutina. Rápidamente fueron reducidos a la División de Reserva del escuadrón cuando los franceses encargaron nuevos acorazados. Los tres Marceau se modernizaron a principios de 1900, recibieron nuevas calderas acuotubulares y se les cortaron las superestructuras y mástiles pesados, pero vieron poca actividad después. Marceau y Magenta se utilizaron como buques escuela, mientras que Neptune ya no tuvo uso. Estos dos últimos buques fueron dados de baja entre 1911 y 1913, mientras que Marceau permaneció como batería flotante. Fue utilizado en ese papel durante la Primera Guerra Mundial. Fue vendido para el desguace en 1921, pero naufragó en 1922 mientras era remolcado cerca de Bizerta y no pudo reflotarse.

## Unidades
| Name    | Builder                                                  | Iniciado            | Botado             | Alta                | Destino                                                            |
| ------- | -------------------------------------------------------- | ------------------- | ------------------ | ------------------- | ------------------------------------------------------------------ |
| Marceau | Forges et Chantiers de la Méditerranée, La Seyne-sur-Mer | 27 de enero de 1882 | 24 de mayo de 1887 | 14 de marzo de 1891 | Hundido accidentalmente camino del desguace el 17 de enero de 1922 |
| Neptune | Arsenal de Brest                                         | febrero de 1882     | 7 de mayo de 1887  | julio de 1892       | Desguazado en 1913                                                 |
| Magenta | Arsenal de Tolón                                         | enero de 1883       | abril de 1890      | febrero de 1893     | Desguazado en 1911                                                 |

## Galería

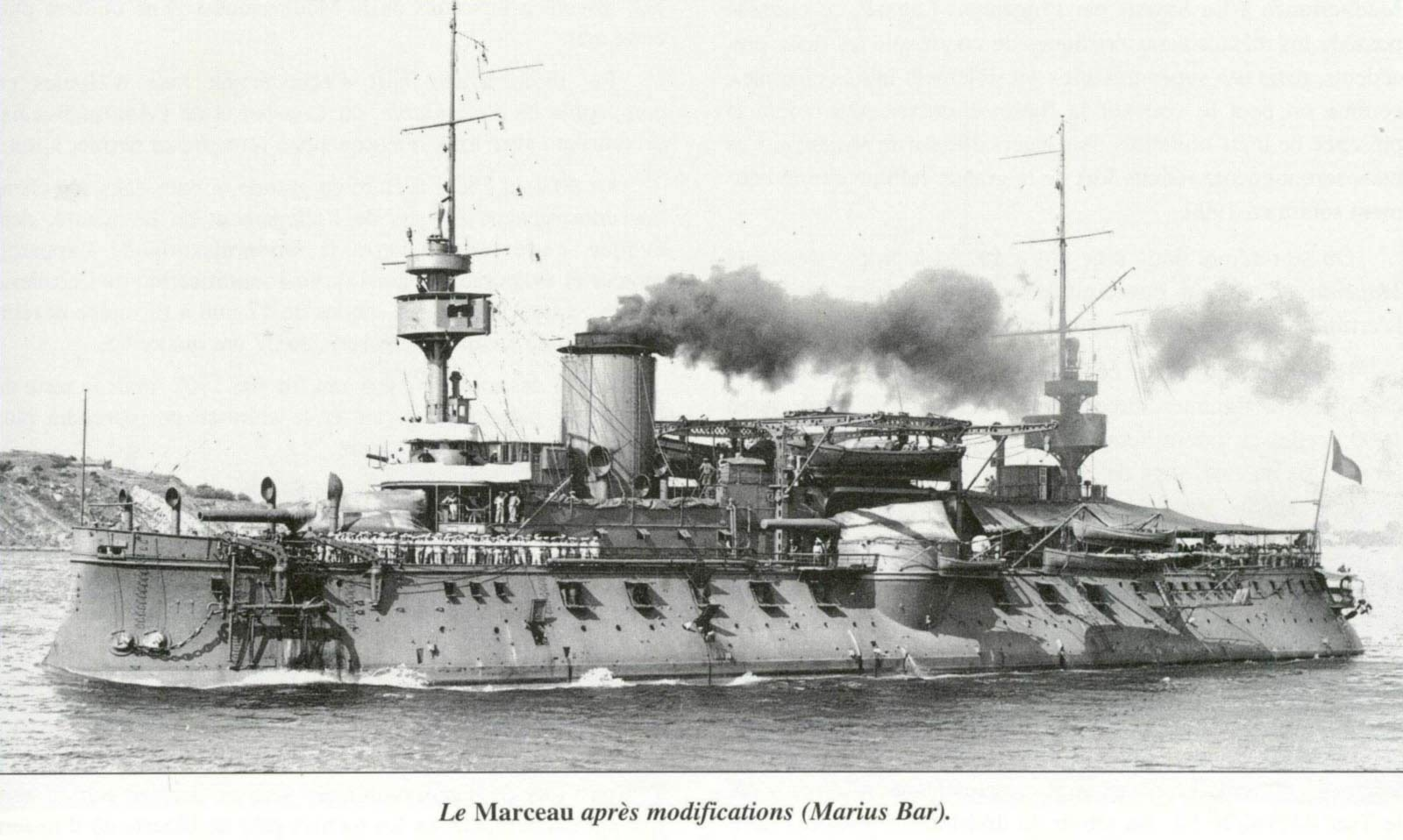
Marceau
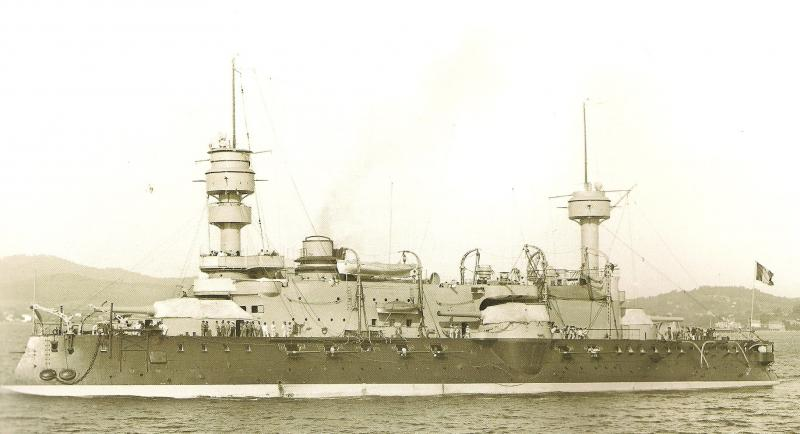
Neptune
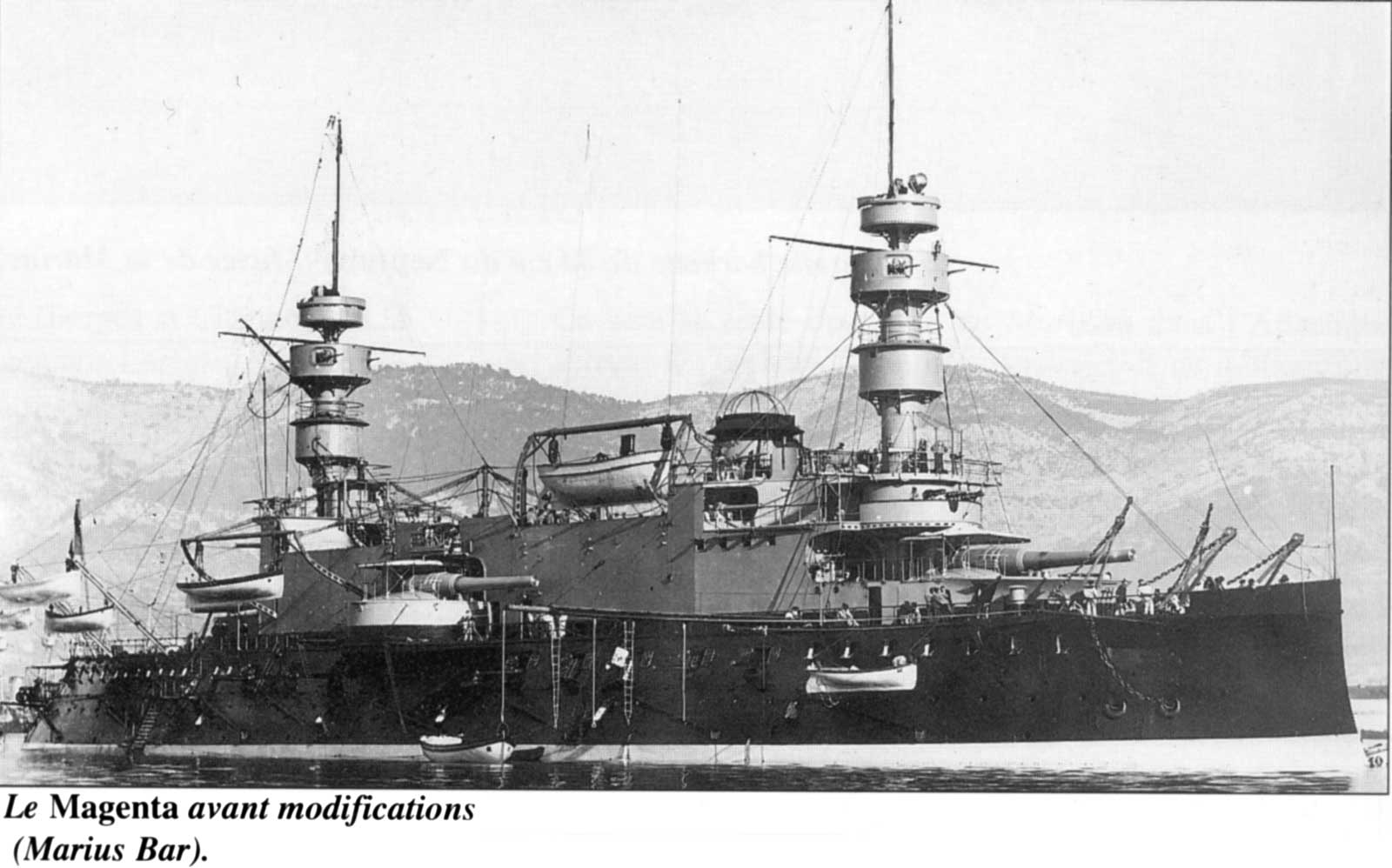
Magenta